# 罗伯·鲍森

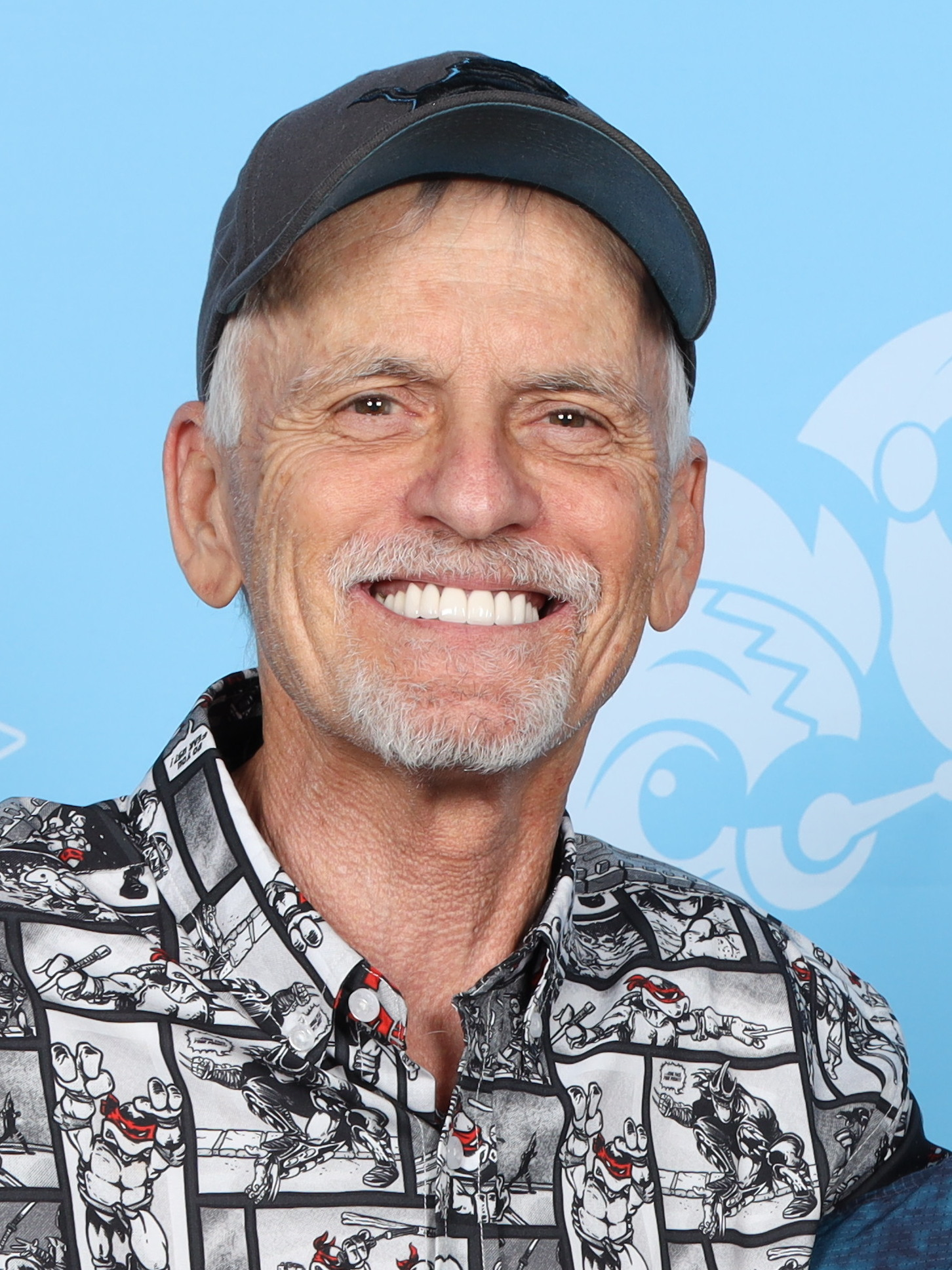
罗伯·鲍森

罗伯·鲍森 （1956年3月11日—） 是美国配音演员和配音导演。他因获得一项日间时段艾美奖动画节目杰出演员奖和三项安妮奖。他曾為狂歡三寶、乔尼历险记、忍者龜、 高飛家族、高飛電影和極限高飛配音。